# لهجة حجازية
اللهجة الحجازية ليست لهجة واحدة وإنما هنالك العديد من اللهجات في الحجاز تتنوع بتنوع القبائل الحجازية وما جاورها من بلاد تهامة التي يمكن تقسيمها إلى مجموعتان:-
المجموعة الأولى: اللهجات الريفية والبدوية وهي لهجات قبائل الحجاز سواء كانوا من سكان المدن أو البادية أو الأرياف، وهي اللهجات التي عرف بها الحجاز منذ بداية التاريخ العربي، وعرفت قبائل الحجاز عمومًا بفصاحة اللسان حيث نزل القرآن الكريم بلسان قبيلة قريش الحجازية، ومن ما يدل أنهم من أفصح العرب قوله تعالى: ﴿وَإِنَّهُ لَتَنْزِيلُ رَبِّ الْعَالَمِينَ ۝١٩٢ نَزَلَ بِهِ الرُّوحُ الْأَمِينُ ۝١٩٣ عَلَى قَلْبِكَ لِتَكُونَ مِنَ الْمُنْذِرِينَ ۝١٩٤ بِلِسَانٍ عَرَبِيٍّ مُبِينٍ ۝١٩٥﴾ [الشعراء:192–195] كما قال أبو عمرو بن العلاء؛ أفصح الناس لسانا وأعربهم أهل السروات وهن ثلاث وهي الجبال المطلة على تهامة مما يلي اليمن فأولها هذيل وهي تلي السهل من تهامة ثم بجيلة السراة الوسطى. وقد شركتهم ثقيف في ناحية أخرى منها ثم سراة الأزد أزد شنوءة،  كما قال أبو حاتم السجستاني نزل القرآن بلغة قريش وهذيل وتيم الرباب والأزد وربيعة وهوازن وسعد بن بكر. وفي الوقت الحاضر يتحدث أبناء هذه القبائل باللهجة العامية المشتقة من الأصول اللغوية الفصحى.
المجموعة الثانية: اللهجة الحضرية  يتحدث بها أغلب سكان المدن كمكة المكرمة، جدة، ينبع والمدينة المنورة السعوديين مع اختلاف أصولهم سواءً عربية أم لا، في مصطلحاتها تعتبر هذه اللهجة لهجة قريبة للهجات مصر والشام وأيضًا قريبة من لهجات الجزيرة العربية، وتختلف هذه اللهجة في نطقها ومفرداتها عن لهجة السكان الأصليين للحجاز والقبائل الحجازية.

## لهجة قبائل الحجاز
مما لا شك فيه أن اللهجة الحجازية من أهم اللهجات العربية في التراث العربي، فالقرآن الكريم نزل في أرض الحجاز وبلغتهم قال تعال: ﴿وَمَا أَرْسَلْنَا مِنْ رَسُولٍ إِلَّا بِلِسَانِ قَوْمِهِ لِيُبَيِّنَ لَهُمْ فَيُضِلُّ اللَّهُ مَنْ يَشَاءُ وَيَهْدِي مَنْ يَشَاءُ وَهُوَ الْعَزِيزُ الْحَكِيمُ ۝٤﴾ [إبراهيم:4]. ويوجد الكثير من الأمثلة للهجة الحجازية في القرآن الكريم.
للأسف لم تنل اللهجات المعاصرة للقبائل الحجازية نصيباً وافراً من الدراسة لكنها تشابه في نحوها وصرفها لهجات جنوب غرب الجزيرة العربية ولهجات نجد وبادية الجزيرة العربية عموماً، ولكنها تختلف في بعض النواحي الصوتية وفي المعجم، وهي تختلف اختلافاً كبيراً عن لهجة المدن الحجازية (الشعبية)، وهي لهجة تكونت بتخالط الشعوب المختلفة من المسلمين بعرب المنطقة.
ومن قبائل الحجاز الرئيسية: قريش وكنانة وثقيف وعدوان وهذيل والأشراف وبنو سليم وفهم وبني رشيد ومطير وعتيبة، وخزاعة والأنصار وحرب وجهينة والبقوم وبلي وبلحارث وبني مالك وغامد وزهران وغيرها. وينظم أفراد هذه القبائل الشعر النبطي الشائع في أنحاء الجزيرة العربية كما أنهم اختصوا بألوان معينة منه كشعر الرجز وشعر الرد أو القلطة (أي شعر المحاورة المرتجل).

## لهجة سكان المدن الحجازية
هي لهجة تكونت باختلاط الوافدين بسكان المنطقة وتتشابه هذه اللهجة في نحوها وصرفها وبعض مصطلحاتها مع اللهجات المصرية والشامية واليمنية كما تتشابه مع لهجة قبائل الحجاز في بعض النواحي. تستمد اللهجة بعض من مفرداتها من كلمات عربية فصحى قديمة، وأخرى معربة، ويمكن القول بأن باقي اللهجات العربية كان لها بعضا من التأثير على بناء اللهجة الحجازية كونها مثل باقي اللهجات العربية لهجة شعبية. وذلك لوجود المدينتين العظيمتين بالإسلام مكة والمدينة وهَوِي أفواج من علماء الدين وطلاب العلم والصالحين منذ فجر الإسلام من شتى الأمصار العربية والإسلامية، عدا عن تأثير اللغة التركية نظراً للحكم العثماني الذي دام لأربعة قرون في المنطقة. تعتبر اللهجة الحجازية الحضرية من أبسط اللهجات العربية، تستخدم اللهجة في الإعلانات والدعايات التجارية السعودية بكثرة لسهولة فهمها من قبل جميع شرائح المجتمع السعودي والخليجي. وعندما يطلق مصطلح اللهجة الحجازية بدون تقييد فإن المقصود بها غالباً اللهجة الحجازية الحضرية.

### بعض من أشهر الألفاظ الوافدة ونطقها عند سكان المدن الحجازية
تتأصل أغلب الكلمات في اللهجة الحجازية إلى جذورها العربية الأصيلة، وبعضها قد يكون مستعارا من الشعوب التي خالطت أهل الحجاز في مواسم الحج أو بغرض التجارة، أو التي بسطت حكمها على منطقة الحجاز كالأتراك العثمانيون.
- دحين = الآن - وأصلها الجمع بين كلمتين، هما: «ذا» و«الحين» فالأصل أن معنى دحين هو: ذا الحين، التي هي أقرب لفظ لها هو ذحين المستخدم لدى بعض سكان الحجاز من القبائل.

وأَما قول الله: فهل من مُدَّكر؛ فإِن الفراء قال: حدثني الكسائي عن إِسرائيل عن أَبي إِسحق عن الأَسود قال: قلت لعبد الله فهل من مُذّكِرٍ ومُدَّكِرٍ، فقال: أَقرأَني رسولُ الله، صلى الله عليه وسلم، مُدَّكِرٍ، بالدال، قال الفراء: ومُدَّكر في الأَصل مُذْتَكِر على مُفْتَعِل فصيرت الذال وتاء الافتعال دالاً مشدّدة، قال: وبعض بني أسد يقول مُذَّكِر فيقلبون الدال فتصير ذالاً مشدّدة.
وقد قال الليث: الدِّكْرُ ليس من كلام العرب وربيعة تغلط في الذِّكْر فتقول دِكْرٌ.
وهي فقط خاصة بكلمة مدكر وليس جميع كلمات الأخرى
'(مقتبس من معجم لسان العرب)'
- إِيْوَه = بكسر الألف نعم بالحجازي وتتكون من «إي» ومعناها «نعم» وتستخدم في الفصحى بعد القسم (الحلف) فقط مثل في «إي والله، إي وربي». الشق الثاني هو واو القسم «و» والشق الثالث هو هاء السكت وهي هاء ساكنة يُؤتَى بها إذا وُقِفَ على آخر الكلمة.
- ايش = ماذا - وأصل هذه اللفظة الجمع بين لفظتين، هما: «أي» و«شيء» وهذا جمع تعرفه العرب من قديم.
- احنا ونحنا = نحن - وأصلها نحن.
- هُمّا = هم - وأصلها هم.
- هادولا أو هدولا أو هدول = هؤلاء - وأصلها الجمع بين «ها» و«دولا» ودولا غيرت من أصلها الذي هو: «ذا» وذلك ظناً من الناس مع مرور الزمن جواز جمع «ذا» ليقال: «ذو» واللام والألف في «لا» زائدة. تتشابه مع هاذولا أو هاذولي في بعض اللهجات البدوية.
- كمان = أصل هذا اللفظ من الكلمتين «كما» و«إن» ليكون أصلها كما إن وأزيلت الهمزة بسبب سرعة نطق الناس بها، وتستخدم ليس فقط في حاضرة الحجاز بل في مصر وبلاد الشام.
- اِشْبَك = ما بالك - وأصلها الجمع بين «أي» أو «وش» و«شيء» و«بك» ليكون أصلها: أي شيء بك.
- يا واد = يا ولد - وأصلها يا ولد وحذف اللام كان بسبب سرعة نطق الناس لها. وكان قديما محصور استخدامها من طبقة الحرفيين.
- اَنْدُر = أخرج. وهي عربية فصحى (راجع موقع المعاني الإلكتروني)[9]، وتستخدم في حاضرة الحجاز وبلاد الشام والمناطق الداخلية من سلطنة عمان.
- عشان = تتشابه مع عشان المصرية ومشان الشامية قد تكون جمع بين: «على» و«شأن» ليكون الأصل على شأن، بمعنى: بخصوص (كذا أو كذا) ولكن تغير المعنى لاحقا لتسخدم بمعنى: «لأنه».
- اسَوِّي = أفعل - وهذه لفظة عربية فصحة صرفة لا شك، ومعناها سليم، وعادة تأتي في سياق بيان نية صنع الشيء.
- اَزْهَم = نادي - ولا تستخدم فقط في حاضرة الحجاز بل في مصر وبلاد الشام وبعض البلاد العربية.
- أبغى = أريد - وهي كلمة أيضا عربية صرفة حيث وردت أكثر من مره في القرآن الكريم.
- سَوَّى = افعل أو اعمل - الأصل في العربية الفصحى تسويه الشيء أي جعله سويا ويقصد بها فعل شيء معين.
- زكن عليه = نبهه أو ذكره بشيء معين وهي تستخدم في حاضرة الحجاز ومصر وبلاد الشام.
- اَهْرج = فعل أمر بمعنى أتكلم أو إحكي
- اتْشَعْبَط = أتسلق وهي تستخدم في حاضرة الحجاز وبعض البلاد العربية.
- اَسْرِي - أمضي وهي كلمة عربية فصحى
- برمان - دوران من برم وهي كلمة عربية فصحى. برم الحبل أي فتله.
- ألمح - أشوف بسرعة وهي كلمة عربية فصحى، لمح أي اختلس النظر.
- بَمْبَه - اللون الوردي
- حُق - بضم الحاء ومعناها علبة
- مشعفل، منكوش، منبوش، منفوش - بمعنى الشعر غير مصفف جيدا
- سِتُّو أو سيدو - بمعنى أم الأم أو أب الأم
- اِسْمِنُّه
- مفلسع، مهرقل - خبل بلا زناوة - إياك أن تتلاعب معي

## النطق (الفُنُلوجيا)

### الصوامت[10]
|           |          | الشفوية | ما بين الأسنان | الأسنانية/اللثوية | الأسنانية/اللثوية | اللثوية الغارية | الطبقية | الحلقية | الحنجرية |
| البسيط    | المشدد   | الشفوية | ما بين الأسنان |                   |                   | اللثوية الغارية | الطبقية | الحلقية | الحنجرية |
| --------- | -------- | ------- | -------------- | ----------------- | ----------------- | --------------- | ------- | ------- | -------- |
| الأنفي    | الأنفي   | m م     |                | n ن               |                   |                 |         |         |          |
| الانفجاري | المهموس  | (p پ)   |                | t ت               | tˤ ط              |                 | k ك     |         | ʔ ء      |
| الانفجاري | المجهور  | b ب     |                | d د               | dˤ ض              | d͡ʒ ج            | g ق     |         |          |
| الاحتكاكي | المهموس  | f ف     | θ ث            | s س               | sˤ ص              | ʃ ش             | x خ     | ħ ح     | h هـ     |
| الاحتكاكي | المجهور  | (v ڤ)   | ð ذ            | z ز               | (zˤ (dˤ ظ         |                 | ɣ غ     | ʕ ع     |          |
| الزغردي   | الزغردي  |         |                | r ر               |                   |                 |         |         |          |
| التقريبي  | التقريبي |         |                | l ل               | (ɫ ل)             | j ي             | w و     |         |          |

ملاحظات:
- القاف المهموسة [q] تعتبر ألوفونًا للصامت /g/ ⟨ق⟩ في بعض الكلمات والعبارات مثل «قاموس» /gaːˈmuːs/ ← تنطق [qaːˈmuːs]، ويعتبر الـ[q] والـ[g] صوتان لفونيم واحد (حرف واحد) في اللهجة الحجازية.
- يظهر الصامت الفرعي /ɫ/ (اللام الثقيلة) في كلمة «الله» /aɫːaːh/ فقط والكلمات المشتقة منها.
- يُدمج الصامت /θ/ ⟨ث⟩ بالتاء /t/ ونادرًا بالسين /s/ ويُدمج /ð/ ⟨ذ⟩ بالدال أو بالزاي وعادةً يظهر الصامتان /θ/ و /ð/ في اللهجة الحجازية البدوية ولكن باد استخدامها ظاهرًا على الحضر كذلك.
- يظهر الصامتان /p/ ⟨پ⟩ و /v/ ⟨ڤ⟩ في الكلمات الأجنبية ويعتمد استخدامهما على المتحدث.
- ينطق حضر الحجاز حرف ⟨ظ⟩ كـ/zˤ/ في بعض الكلمات مثل ظُلْم /zˤulm/ (تنطق [ˈðˤʊlm] أيضًا كما في الفصحى) أو يدمجونه مع الضاد /dˤ/ في كلمات أخرى، مع التفريق الكامل بينهما عند استخدام الحجازيين للعربية الفصحى مما يميزهم عن الناطقين بلهجات أخرى في الجزيرة العربية ممن يدمجون الضاد والظاء.

### الصوائت
تحتوي اللهجة الحجازية على ثمانية صوائت منها ثلاث قصيرة /a/ و /u/ و /i/ وتماثلها الحركات المستخدمة في اللغة العربية الفصحى وخمس طويلة (حروف مد) وهي /aː, uː, oː, iː, eː/ وكذلك تحتوي على حرفي اللين وهما الياء الساكنة المسبوقة بفتح «ـَيْ» كما في «حَيْوان» وحرف الواو الساكن المسبوق بفتح «ـَوْ» كما في «دَوْري».
|       | مصوت قصير (حركة) | مصوت قصير (حركة) | مصوت طويل (مد) | مصوت طويل (مد) |
| أمامي | خلفي             | أمامي            | خلفي           |                |
| ----- | ---------------- | ---------------- | -------------- | -------------- |
| مغلق  | i                | u                | iː             | uː             |
| متوسط | i                | u                | eː             | oː             |
| مفتوح | a                | a                | aː             | aː             |

| المصوت | المثال في اللهجة الحجازية | النطق   | في العربية الفصحى | النطق   |
| ------ | ------------------------- | ------- | ----------------- | ------- |
| /a/    | فَمْ                        | /famː/  | فَمْ                | /famː/  |
| /u/    | حُبْ                        | /ħubː/  | حُبْ                | /ħubː/  |
| /i/    | طِبْ                        | /tˤibː/ | طِبْ                | /tˤibː/ |
| /aː/   | بَاب                       | /baːb/  | بَاب               | /baːb/  |
| /uː/   | فوز (بمعنى اِنْتَصِر)         | /fuːz/  | فُز                | /fuz/   |
| /oː/   | فوز (بمعنى اِنْتِصار)        | /foːz/  | فَوْز               | /fawz/  |
| /iː/   | دين (بمعنى دِيَانَة)         | /diːn/  | دِين               | /diːn/  |
| /eː/   | دين (بمعنى سَلَف)           | /deːn/  | دَيْن               | /dajn/  |

## أمثلة
أمثلة للهجات القبائل الحجازية:
قال حسان بن ثابت:
| عدمنـا خيلنـا، إنْ لَـم تروهـا |  | تثيـرُ النقـعَ، موعدهـا كـداءُ |
| يبـاريـنَ الأسـنـةَ مصعـداتٍ    |  | عَلى أكتافهـا الأسـلُ الظمـاءُ |
| تـطـلُّ جيـادنـا متمطـراتٍ      |  | تلطمهـنّ بالخمـرِ الـنـسـاءُ   |
| فإمـا تعرضـوا عنـا اعتمرنـا  |  | وكانَ الفتحُ، وانكشـفَ الغطـاءُ |
| وإلا، فاصبـروا لـجـلادِ يـومٍ  |  | يـعـزُّ اللهُ فيـهِ مـنْ يـشـاءُ  |
| وجبـريـلُ أميـنُ اللهِ فـيـنـا  |  | وروحُ القـدسِ ليـسَ لهُ كفـاءُ   |

قال الشنفرى:
| أقيموا بني أمي، صدورَ مَطِيكم     |  | فإني، إلى قومٍ سِواكم لأميلُ!   |
| فقد حمت الحاجاتُ، والليلُ مقمرٌ   |  | وشُدت، لِطياتٍ، مطايا وأرحُلُ؛    |
| وفي الأرض مَنْأيً للكريم عن الأذى |  | وفيها، لمن خاف القِلى، مُتعزَّلُ  |
| لَعَمْرُكَ ما بالأرض ضيقٌ على أمرئٍ   |  | سَرَى راغباً أو راهباً، وهو يعقلُ |

قال النابغة الذبياني:
| فـمَــنْ أطــاعَــكََ فــانــفَــعْــهُ بـطــاعـتــهِ  |  | كـمــا أطــاعَـــكَ وادْلُـلْــهُ عــلــى الــرَّشَّــدِ |
| ومــنْ عَــصــاكَ فــعــاقِــبْــهُ مُــعــاقَــبَــةً  |  | تَــنْـهَــى الـظَّـلـومَ ولا تَـقـعُـدْ عـلـى ضَــمَـدِ  |
| إلاّ لِــمــثْــلِــك َ، أوْ مَــنْ أنــتَ سَــابِــقُــهُ |  | سـبــقَ الـجــوادِ إذا اسْـتَــولَـى عـلـى الأمَـدِ  |
| أعــطَــى لــفــارِهَــةٍ حُــلــوٍ تــوابِــعُـــها  |  | مـــنَ الــمَــواهِــبِ لا تُــعْــطَــى على نَـــكَـدِ |

### أمثلة للألفاظ الوافدة ونطقها عند سكان المدن الحجازية:-
أمثلة غنائية:

#### طلال مداح
- وردك يا زارع الورد
- تصدق ولا أحلفلك
- أديني عهد الهوى
- ما تقول لنا صاحب

#### محمد عبده
- أشوفك كل يوم واروح
- واحشني زمانك
- الشديد القوي
- مافي داعي

#### عبادي الجوهر
- ياغزال
- ياحلاوة
- اهلاً بالعيد
- يامروق البال
- عرفنا بعض بالطيب
- غرابة
- مالي في الطيب نصيب

### أمثال:
- ((فلان لايهش ولا ينش)) ويضرب لمن لايقوم بأي عمل أو لمن لايقدر علا عمل شيء أو لمن لا يخاف أحد منه
- ((إذا جيت رايح كثر من الفضايح)) ويضرب لمن يعيب الشيء بعد القضاء منه
- إذا حلقوا لغيرك بل راسك واستنى بل=ضع عليه ماءو استنى=انتظر
- ((مالقيت في الورد عيب قلت يا أحمر الخدين)) ويضرب لمن يعيب على من ليس به عيب
- ((داخل مع بيت العروسه طالع مع بيت الريس))= مع الخيل ياشقراء
- ((الي ماعندو ام حالو يغم)) ويضرب ليتيم الام
- ((ياخد القرد بمالو يروح المال ويبقا القرد على حالو))
- فقير اتجوز فقيرة خلفوا وجع القلب
- خاتم بفصو وكل شيء ترصوا
- خشوني لاتنسوني ولعوا الشمعة وشوفوني
- ((اهري وانكتي ياجارة وأنا ثابتة زي العمارة))
- ((عمية تحفف مجنونة وتقولها حواجبك سودا ومقرونة))
- ((الصرمة والقبقاب صاروا أصحاب))
- ((يا داق الموية في المهراس يا مربي وليد الناس))
- ((كل عيش البخيل ولا تأكل عيش المنان))
- ((أدب ولدك وان زعلت أمه))
- ((بيت قد المراية ولا كل شوية كراية)) «قد»: تعني بحجم، «بيت»: تعني «منزل»، «شوية» تنطق بشد الياء، «كراية»: تأتي بمعنى «أجرة أو دفع أجرة» وإن بسطنا المثل باللغة الفصحى يصبح = بيت بحجم المرآة أفضل من الاستئجار بين وقت وآخر.